# Harmon Jones
Harmon Clifford Jones (* 3. Juni 1911 in Regina, Saskatchewan, Kanada; † 10. Juli 1972 in Los Angeles, Kalifornien) war ein US-amerikanischer Filmeditor und Filmregisseur, der ein Mal für einen Oscar für den besten Schnitt nominiert war.

## Leben
Jones begann seine Laufbahn in der Filmwirtschaft Hollywoods 1944 als Editor bei der Filmproduktionsgesellschaft 20th Century Fox. Sein erster Film war die Abenteuerromanze Zu Hause in Indiana (Home in Indiana) von Henry Hathaway mit Walter Brennan, Jeanne Crain und Charlotte Greenwood. Bis 1950 war er für den Filmschnitt von mehr als zwanzig Produktionen verantwortlich.
Bei der Oscarverleihung 1948 war er für den Oscar für den besten Schnitt nominiert, und zwar für die von Elia Kazan inszenierte Literaturverfilmung Tabu der Gerechten (Gentleman’s Agreement, 1947), in der Gregory Peck, Dorothy McGuire und John Garfield die Hauptrollen spielten.
1951 beendete er seine Tätigkeit als Filmeditor und arbeitete fortan als Regisseur. Nach seinem Regiedebüt As Young as You Feel, einer Filmkomödie mit Monty Woolley, Thelma Ritter und David Wayne, inszenierte Harmon bis 1969 35 weitere Filme sowie überwiegend Episoden für Fernsehserien.
Sein 1937 geborener Sohn Robert C. Jones war auch als Editor aktiv. Die Enkelin Leslie Jones beschritt diesen Weg ebenfalls.

## Filmografie (Auswahl)

### Als Editor
- 1944: Zu Hause in Indiana (Home in Indiana)
- 1944: Irish Eyes Are Smiling
- 1945: Das Haus in der 92. Straße (The House on 92nd Street)
- 1945: Shock
- 1946: Anna und der König von Siam (Anna and the King of Siam)
- 1946: 13 Rue Madeleine
- 1947: Tabu der Gerechten (Gentleman’s Agreement)
- 1947: Bumerang (Boomerang!)
- 1948: Belvedere, das verkannte Genie (Sitting Pretty)
- 1948: Schrei der Großstadt (Cry of the City)
- 1948: Herrin der toten Stadt (Yellow Sky)
- 1949: Blutsfeindschaft (House of Strangers)
- 1949: Mr. Belvedere kann alles besser (Mr. Belvedere Goes to College)
- 1950: Unter Geheimbefehl (Panic in the Streets)
- 1950: A Ticket to Tomahawk
- 1950: Stella

### Als Regisseur
- 1951: As Young as You Feel
- 1952: Der Stolz von St. Louis (The Pride of St. Louis)
- 1953: Die silberne Peitsche (The Silver Whip)
- 1953: Die Geier von Carson City (City of Bad Men)
- 1954: Würger von Coney Island (Gorilla at Large)
- 1954: Prinzessin vom Nil (Princess of the Nile)
- 1955: Sperrfeuer auf Quadrat 7 (Target Zero)
- 1956: Stunden des Terrors (A Day of Fury)
- 1956: Die Schlucht des Grauens (Canyon River)
- 1958: Das Teufelsweib von Montana (Bullwhip)
- 1958: Der Seewolf (Wolf Larsen)
- 1959: Bronco (Fernsehserie)
- 1959–1965: Tausend Meilen Staub (Alternativtitel: Cowboys, Originaltitel Rawhide)
- 1962: Die Leute von der Shiloh Ranch (The Virginian, Fernsehserie)
- 1963: Am Fuß der blauen Berge (Laramie, Fernsehserie)
- 1963–1966: Perry Mason (Fernsehserie)
- 1963–1968: Im wilden Westen (Death Valley Days, Fernsehserie)
- 1967: Die Seaview – In geheimer Mission (Alternativtitel Mission Seaview, Originaltitel Voyage to the Bottom of the Sea, Fernsehserie)
- 1969: Planet der Giganten (Land of the Giants)